# Mistrzostwa Świata w biegu na 100 km 1987
Mistrzostwa Świata w biegu na 100 km 1987 – zawody lekkoatletyczne, które odbyły się 19 czerwca 1987 w Torhout, Belgia.

## Medaliści
|                         | 1. miejsce                   | 2. miejsce                       | 3. miejsce                         |
| Mężczyźni indywidualnie | Domingo Catalan Lera 6:19:35 | Donald Alexander Ritchie 6:40:51 | Roland Vuillemenot 6:43:22         |
| Kobiety indywidualnie   | Agnes Eberle 8:01:33         | Monique Exbrayat 8:19:48         | Marie-France Vassogne-Plas 8:21:10 |